# Ingrid Schemelensky Castro
Ingrid Krasopani Schemelensky Castro (Atizapán de Zaragoza, Estado de México, 5 de febrero de 1980). Del Pueblo de Calacoaya, del Municipio Atizapán de Zaragoza, Estado de México, miembro del Partido Acción Nacional, desde el 2000.

## Carrera política
- Actualmente se desempeña como diputada local integrante de la LX Legislatura del Congreso del Estado de México (2018-2021).
- Diputada federal por el Distrito XIV en la LXIII Legislatura del H. Congreso de la Unión, (2015-2018).

- Directora de Desarrollo del Federalismo (SEGOB, 2009-2013).
- Subdirectora de Análisis de la Coyuntura Municipal,(SEGOB 2007-2009)
- Regidora del H. Ayuntamiento de Atizapán de Zaragoza, (2003-2006).
- Asesora de Senado de la República, en la Comisión del Federalismo y Desarrollo Municipal (2000-2003).

## Preparación Profesional

### Educación Superior
- Ingrid Schemelensky es graduada de la Licenciatura en Derecho, por el Instituto Tecnológico y de Estudios Superiores de Monterrey (ITESM).

- Cuenta con un Master en Estudios Políticos Aplicados en el Instituto Universitario y de Investigación Ortega y Gasset-FIIAP, España.

- Cuenta con Maestría en Administración Pública, en la Universidad del Valle de México (UVM), y;
- Actualmente es Doctorante en Administración Pública por el Instituto Nacional de Administración Pública (México) (INAP).

## Galardonada durante los Premios Napolitan Victory Award 2019
Ingrid Schemlensky fue nominada y seleccionada ganadora de los Premios Napolitan Victory Award 2019 en la categoría Global Democracy Award; reconocimiento que otorga la academia The Washington Academy of Political Arts & Sciences™ (WAPAS) a líderes políticos que realizan el esfuerzo sobresaliente y extraordinario por su lucha en favor de la democracia, la libertad y los derechos humanos, logrando un cambio significativo y de gran impacto por el grupo de personas o causa por la que trabajan.
- Datos: Q23906969